# Palazu Mic, Constanța
Palazu Mic este un sat în comuna Mihail Kogălniceanu din județul Constanța, Dobrogea, România. La recensământul din 2002 avea o populație de 339 locuitori. Exploatare de calcar.